# Cattedrale di Aquisgrana
La cattedrale imperiale di Santa Maria (in tedesco: Marienkaiserdom) è il principale luogo di culto cattolico di Aquisgrana, in Germania, sede vescovile della diocesi omonima e la più antica cattedrale del Nord Europa.

## Storia
Nel 786, Carlo Magno diede inizio alla costruzione della cappella del suo palazzo, la Cappella palatina, che costituisce il nucleo più antico della cattedrale.
Per 600 anni, dal 936 al 1531, la chiesa di Aquisgrana fu la chiesa di incoronazione per 30 regnanti del Sacro Romano Impero. La città fu saccheggiata più volte dai vichinghi e nell'881, la chiesa venne convertita, in segno di disprezzo verso i Franchi e la loro religione, in una stalla.
Nei secoli successivi, l'edificio fu arricchito di nuove cappelle laterali, in vario stile. Con l'erezione della diocesi di Aquisgrana nel 1801, la chiesa assunse il titolo di cattedrale: primo monumento tedesco ad essere incluso, nel 1978, nella lista dell'UNESCO dei Patrimoni dell'umanità, come pure è stato uno dei primi tre beni storici in Europa. È stato inoltre candidato come una delle sette meraviglie moderne.

### Tomba di Carlo Magno
Alla sua morte, nell'814, Carlo Magno fu sepolto nella sua chiesa, dove i suoi resti sono tuttora conservati in uno scrigno, insieme al suo trono e il suo busto-reliquiario.
Nell'anno 1000, Ottone III fece aprire la cripta di Carlo Magno. Si disse che il corpo dell'imperatore fosse trovato in notevole stato di conservazione, seduto su un trono di marmo, vestito con gli abiti imperiali, con la  corona in testa e con i Vangeli aperti in grembo e lo scettro in mano. Nella tomba venne ritrovato l'evangeliario dell'Incoronazione. Un grande affresco che rappresenta Ottone e i suoi nobili che ammirano l'imperatore defunto fu dipinto sulla parete della sala grande del municipio.
Nel 1165, l'imperatore Federico Barbarossa aprì ancora la cripta e fece disporre le spoglie in un sarcofago romano scolpito nel marmo, che si diceva essere quello in cui Augusto era stato sepolto. Le ossa vi riposarono fino al 1215, quando Federico II le fece trasferire in uno scrigno di oro e argento.
Per sopportare l'enorme flusso di pellegrini, tra il 1355 e il 1414 fu costruito un coro in stile gotico, che fu consacrato nell'anno 1414, seicentesimo anniversario della morte di Carlo Magno.

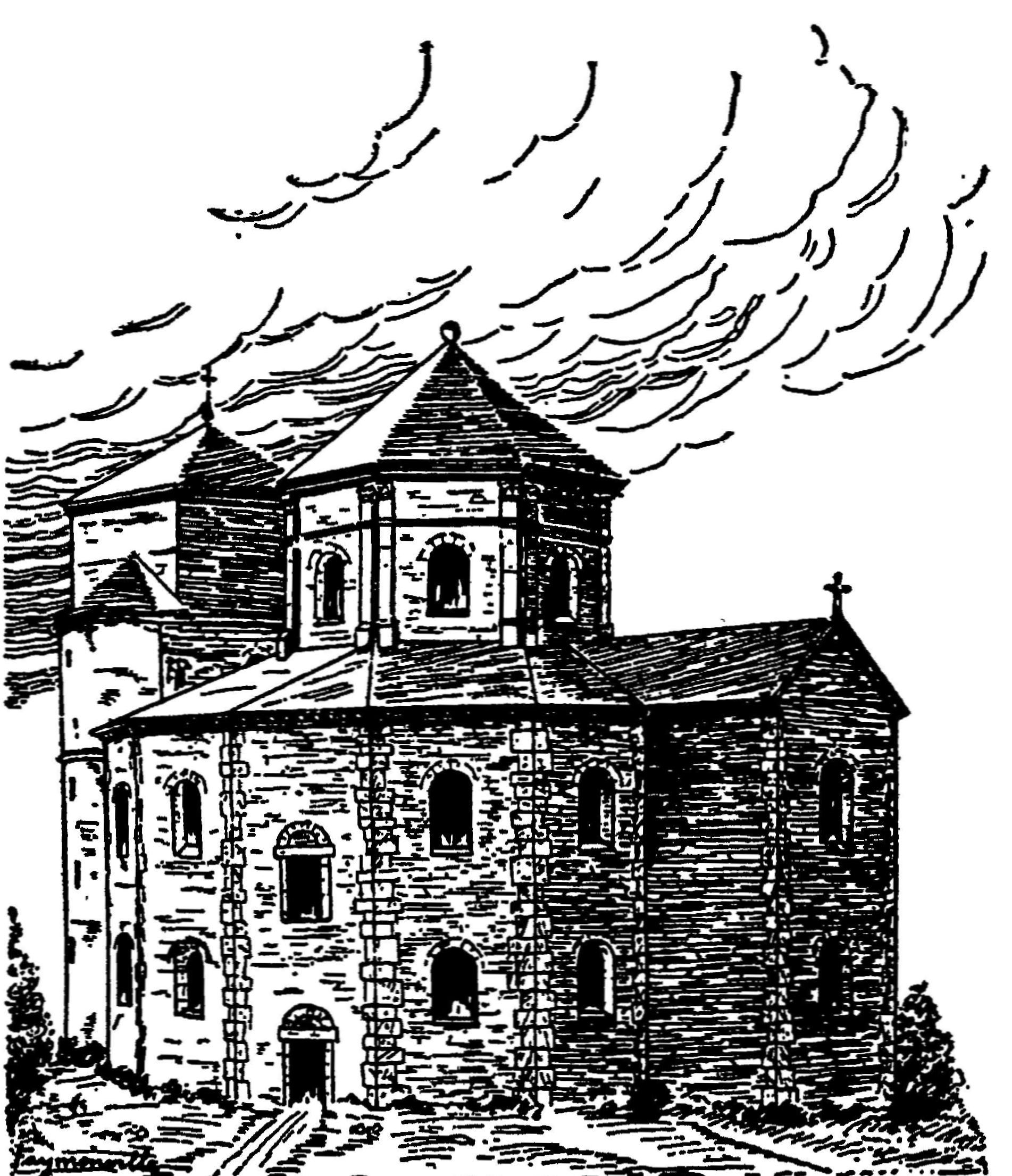
La cattedrale nel Medioevo
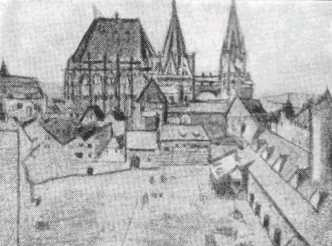
La cattedrale nel 1520
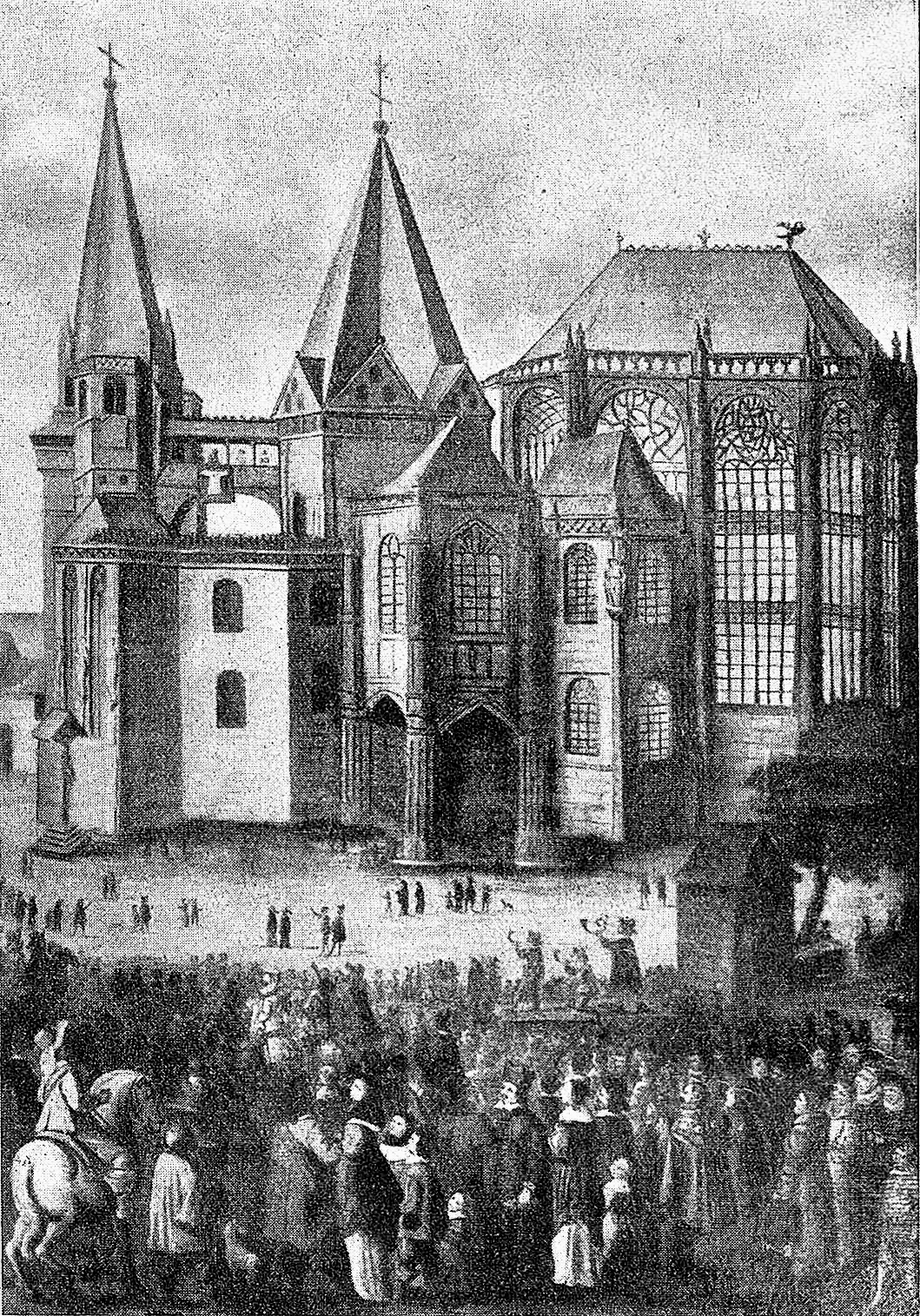
La cattedrale nel XVII secolo
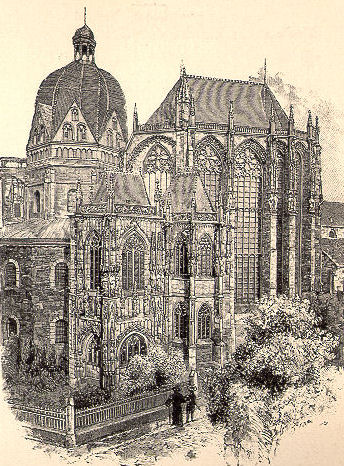
La cattedrale nel 1891

## Descrizione

### Pianta
antica cappella palatina
 Ingresso

 Westwerk

 Trono di Carlo Magno (nel matroneo)

 Cappella Palatina

 Matroneo e deambulatorio

 Altare maggiore

 Pulpito

     aggiunte successive
 Marienschrein

 Coro

 Sarcofago di Carlo Magno

 Cappella di San Mattia

 Cappella di Sant'Anna

 Cappella Ungherese

 Cappella dei Santi Nicola e Michele

 Cappella dei Santi Carlo e Uberto

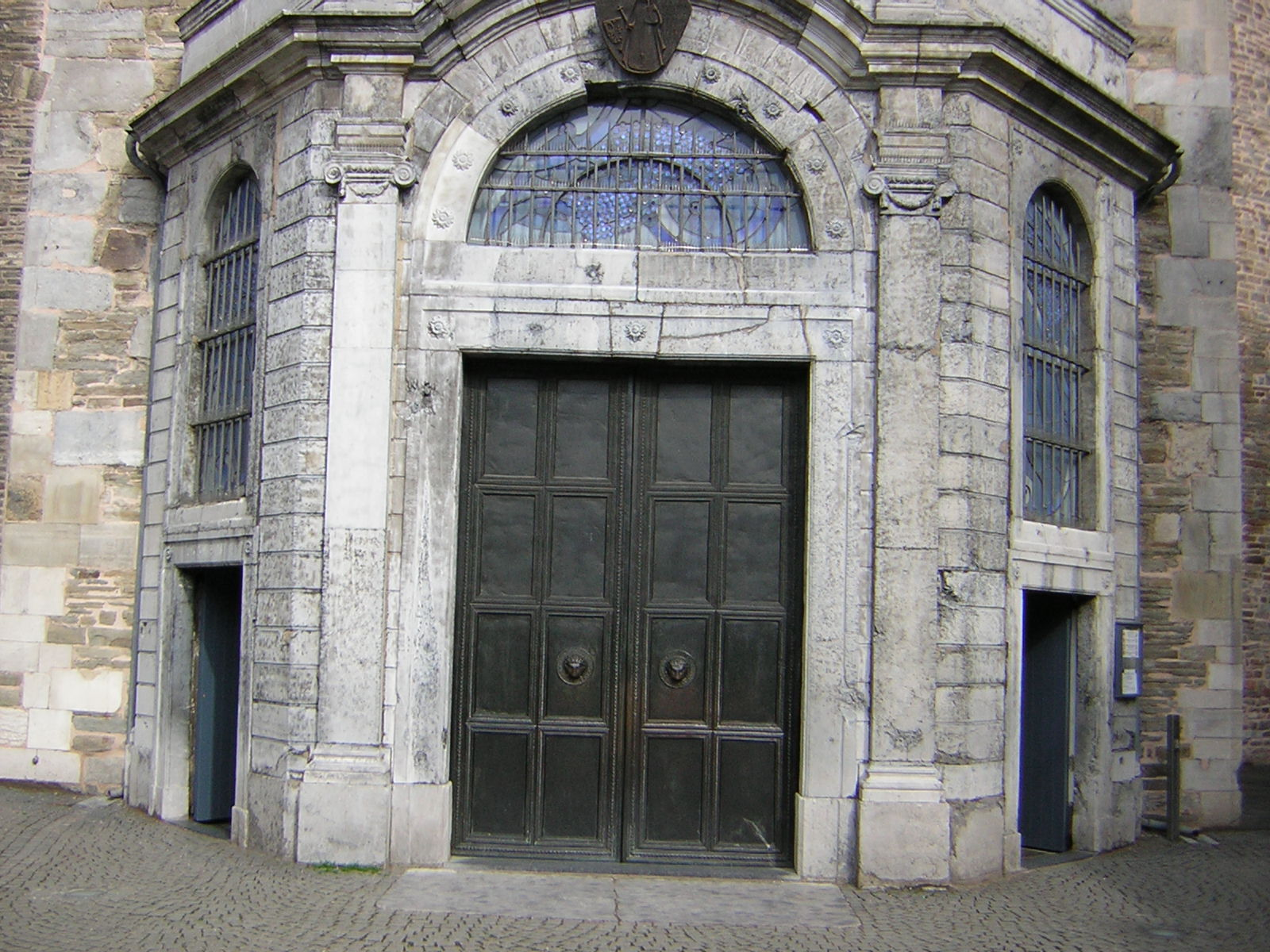
Ingresso
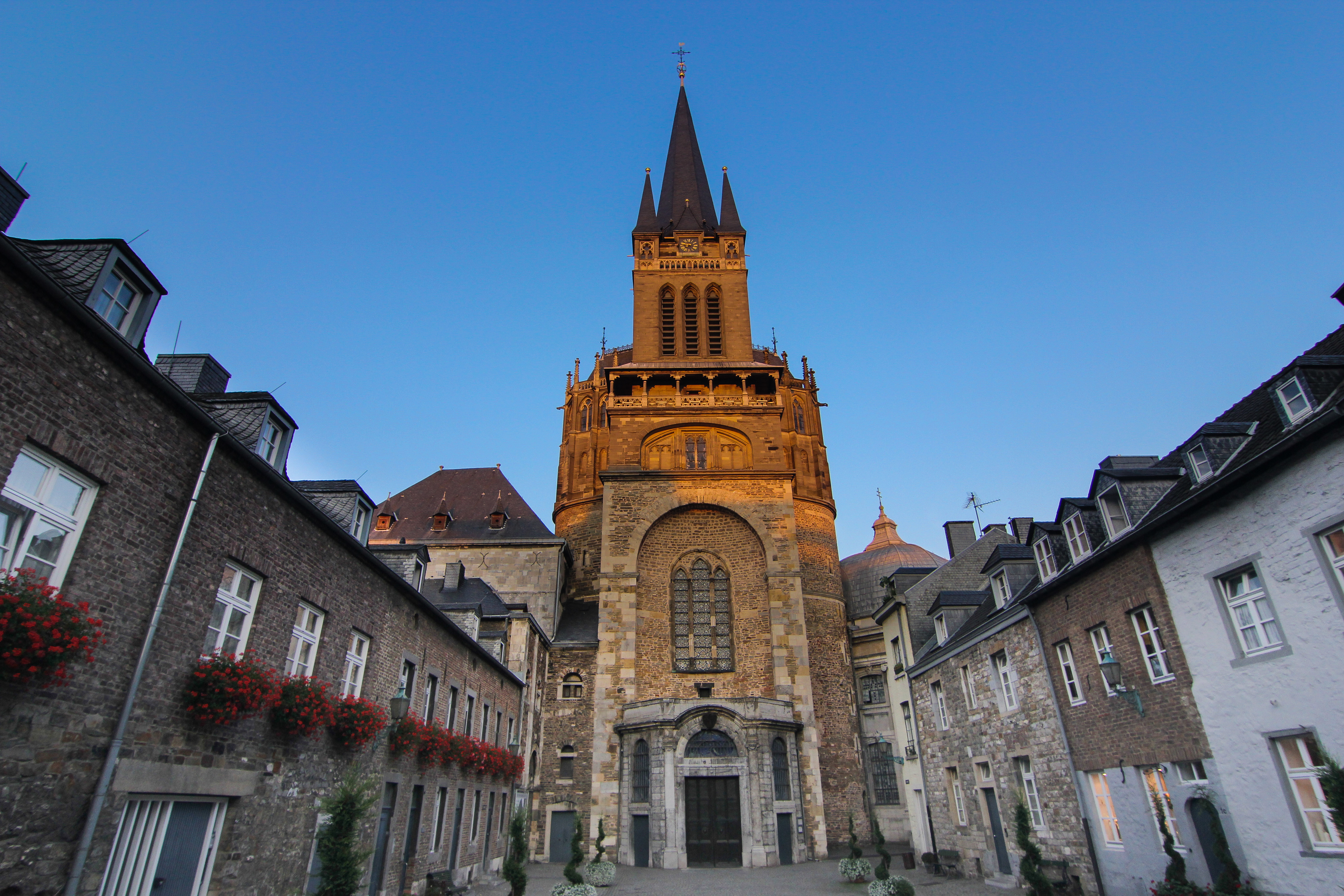
Westwerk
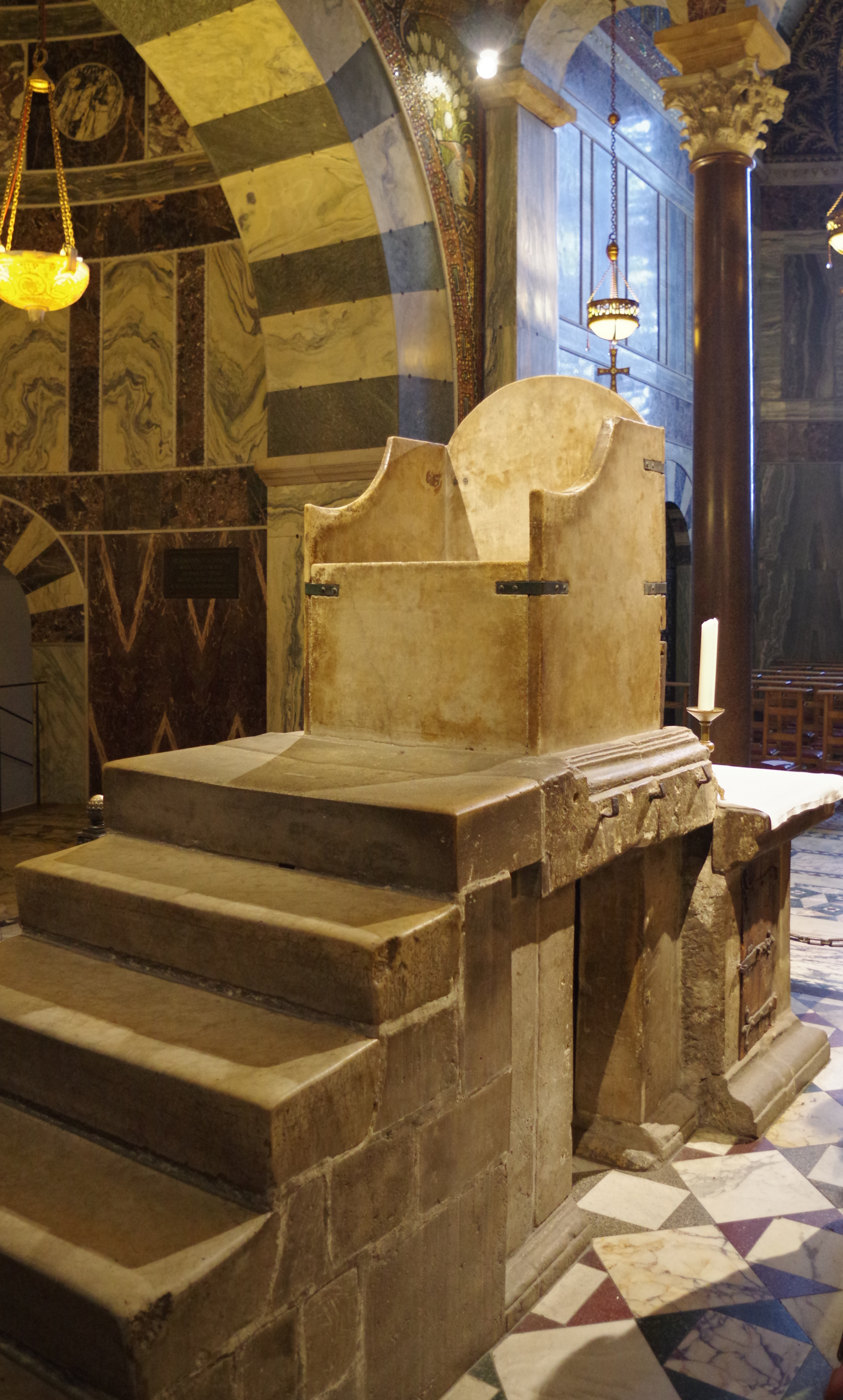
Trono di Carlo Magno
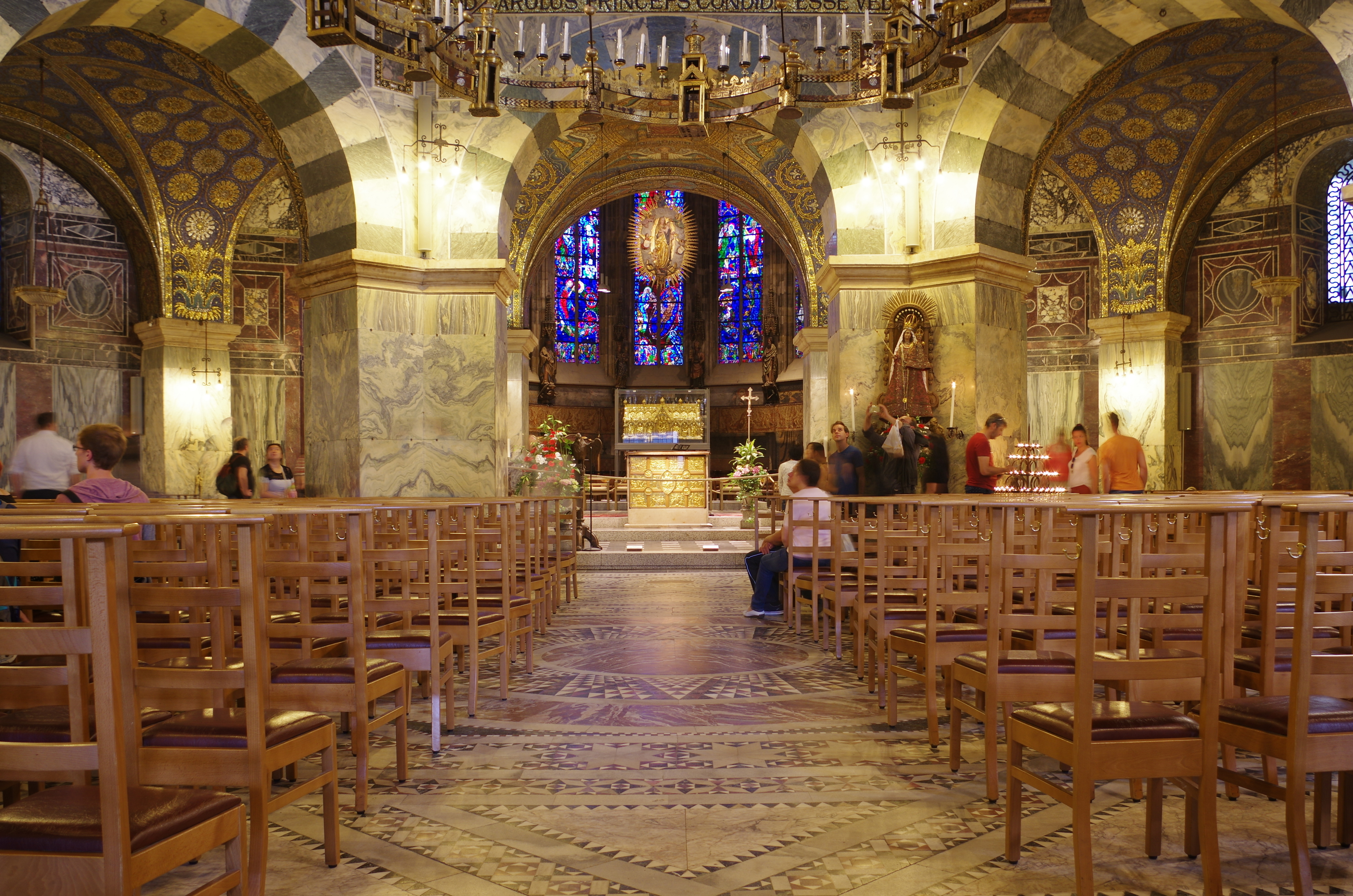
Cappella palatina
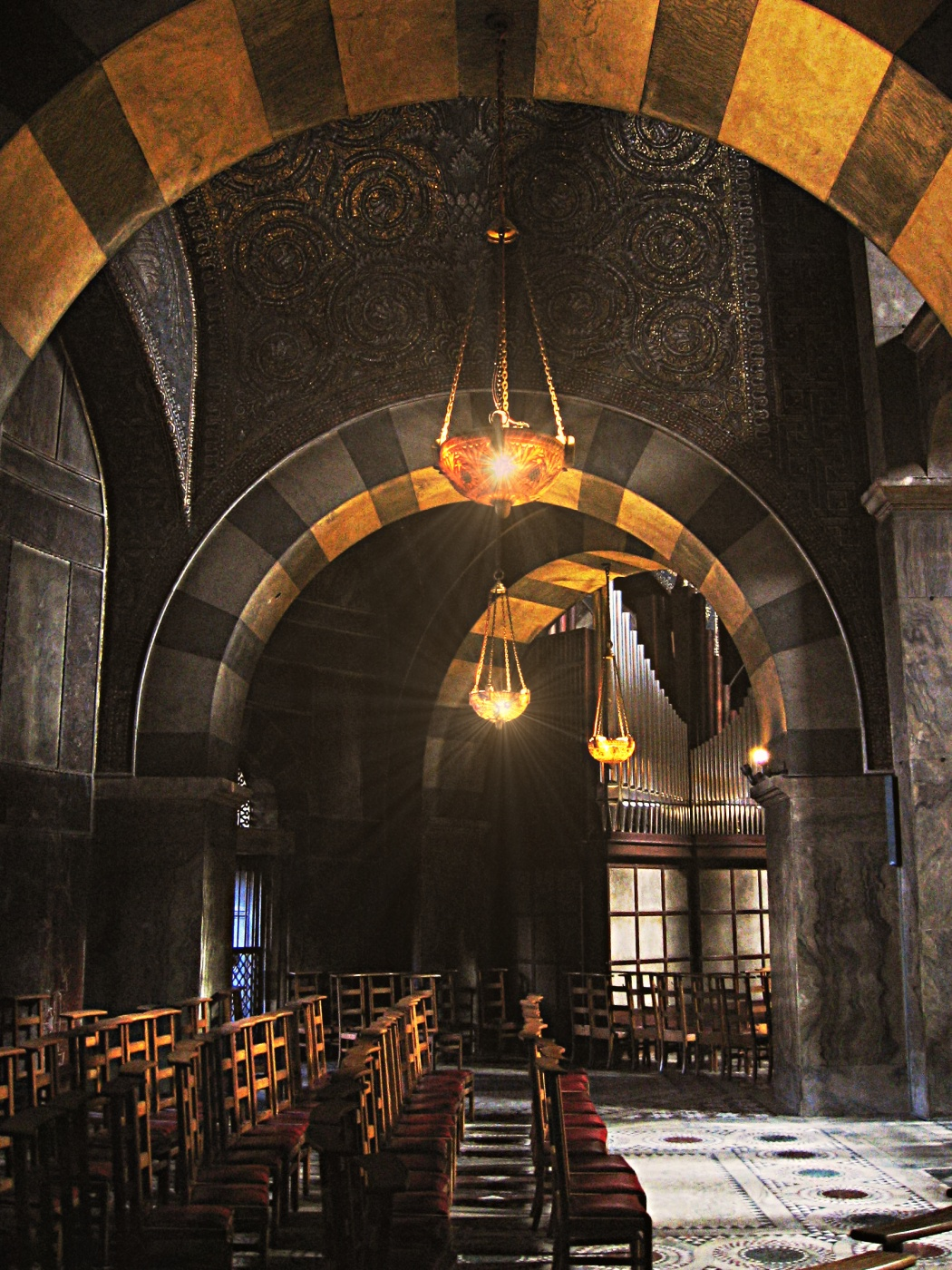
Matroneo
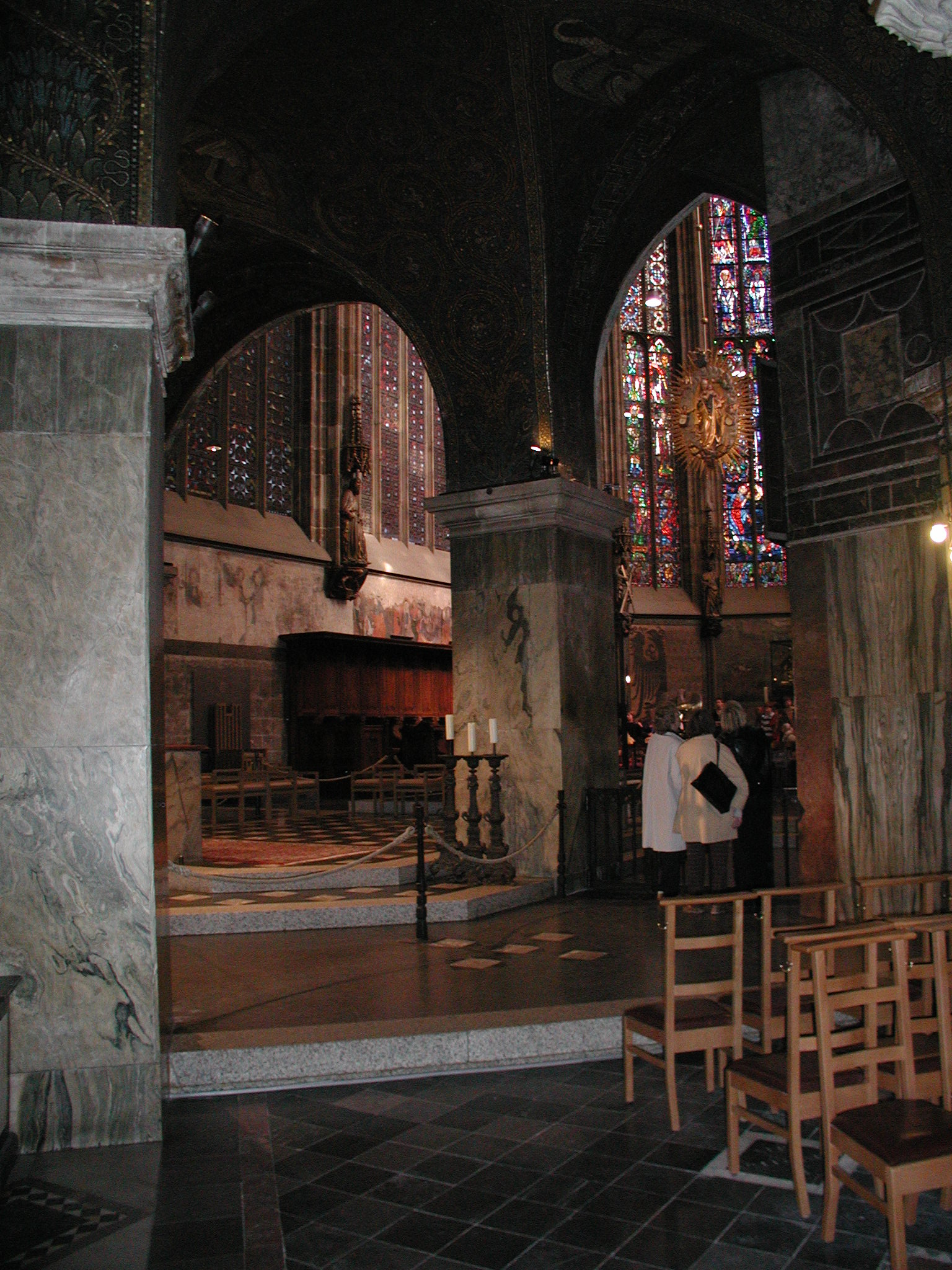
Deambulatorio
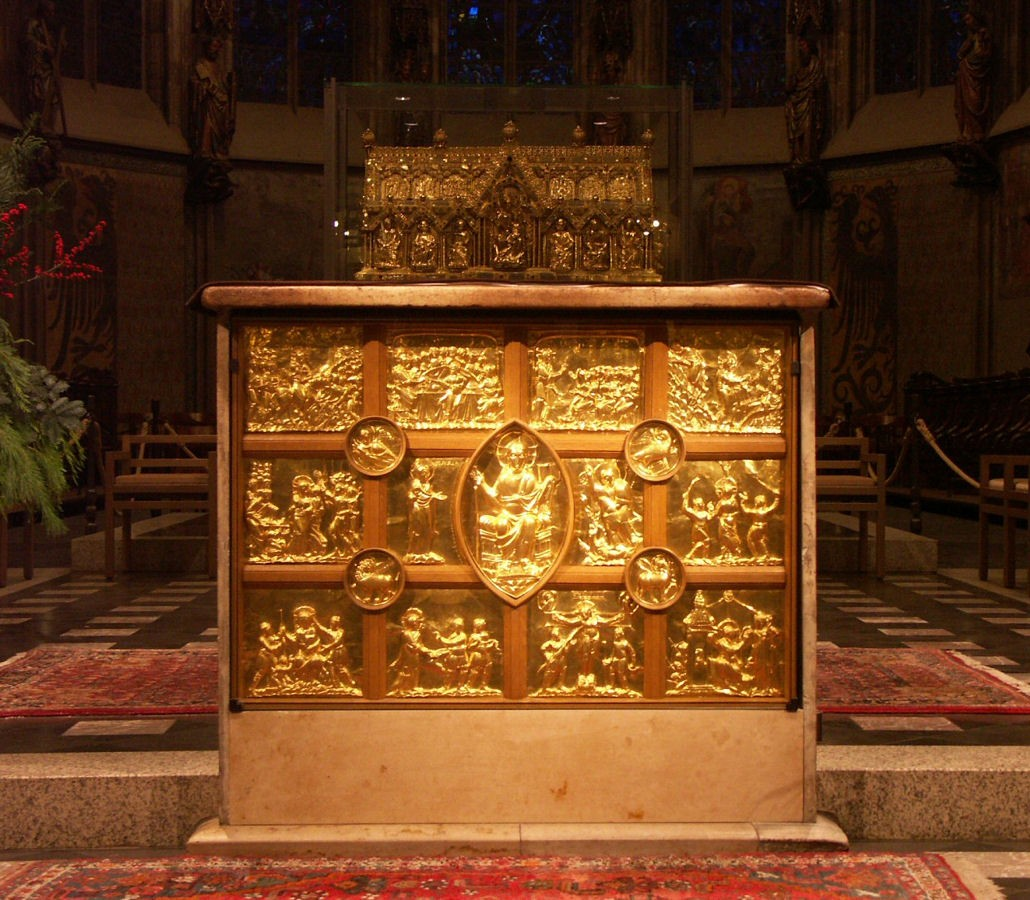
Altare maggiore
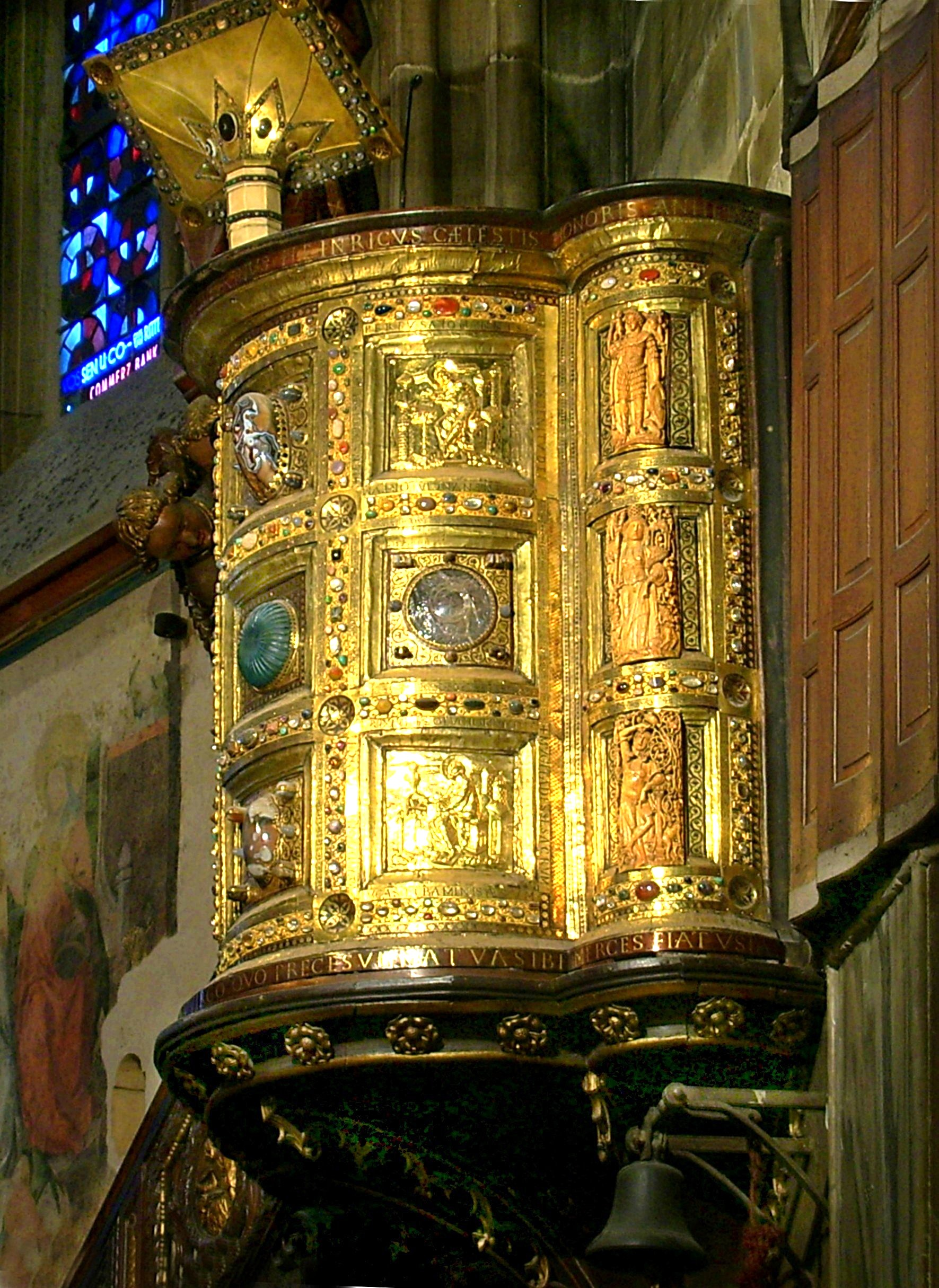
Pulpito
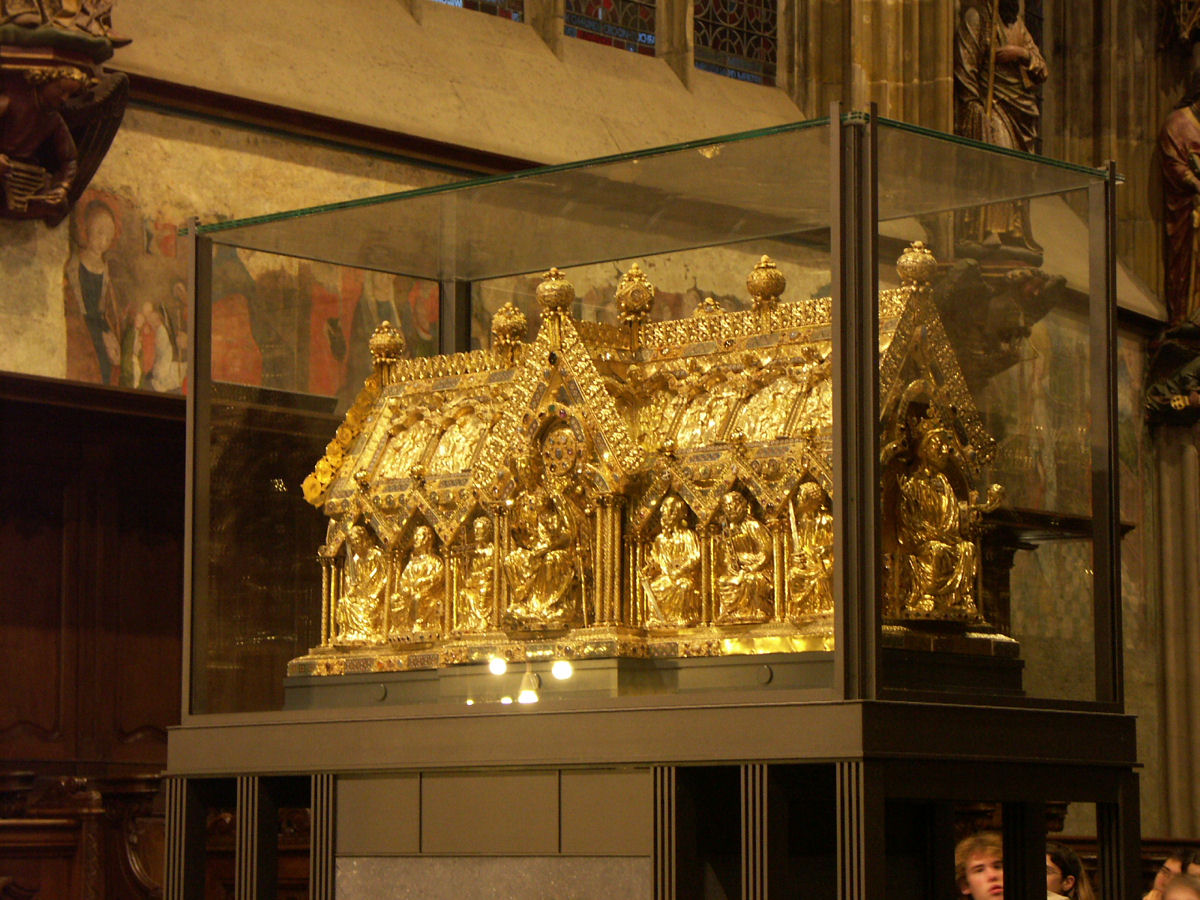
Marienschrein
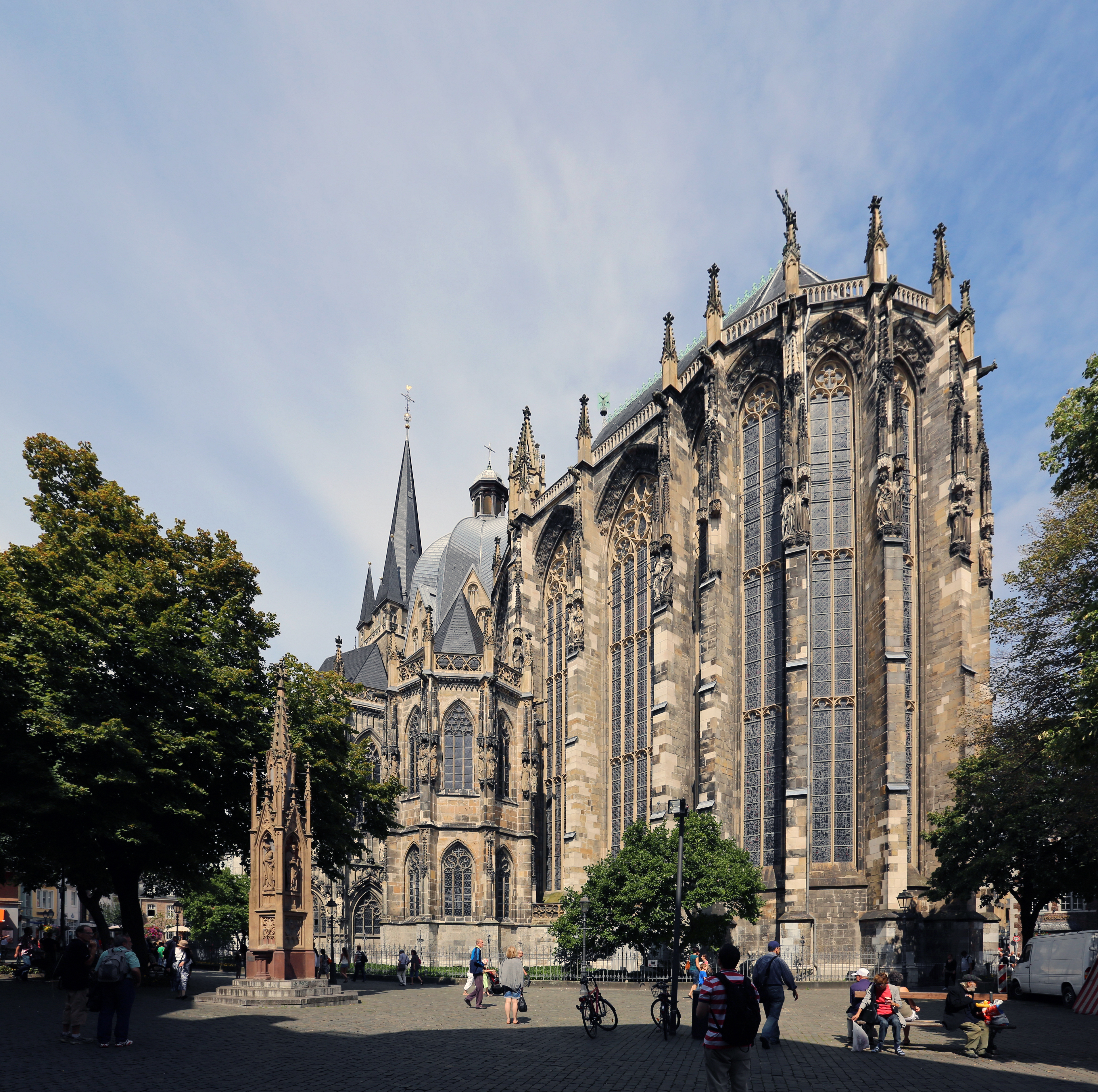
Coro - esterno
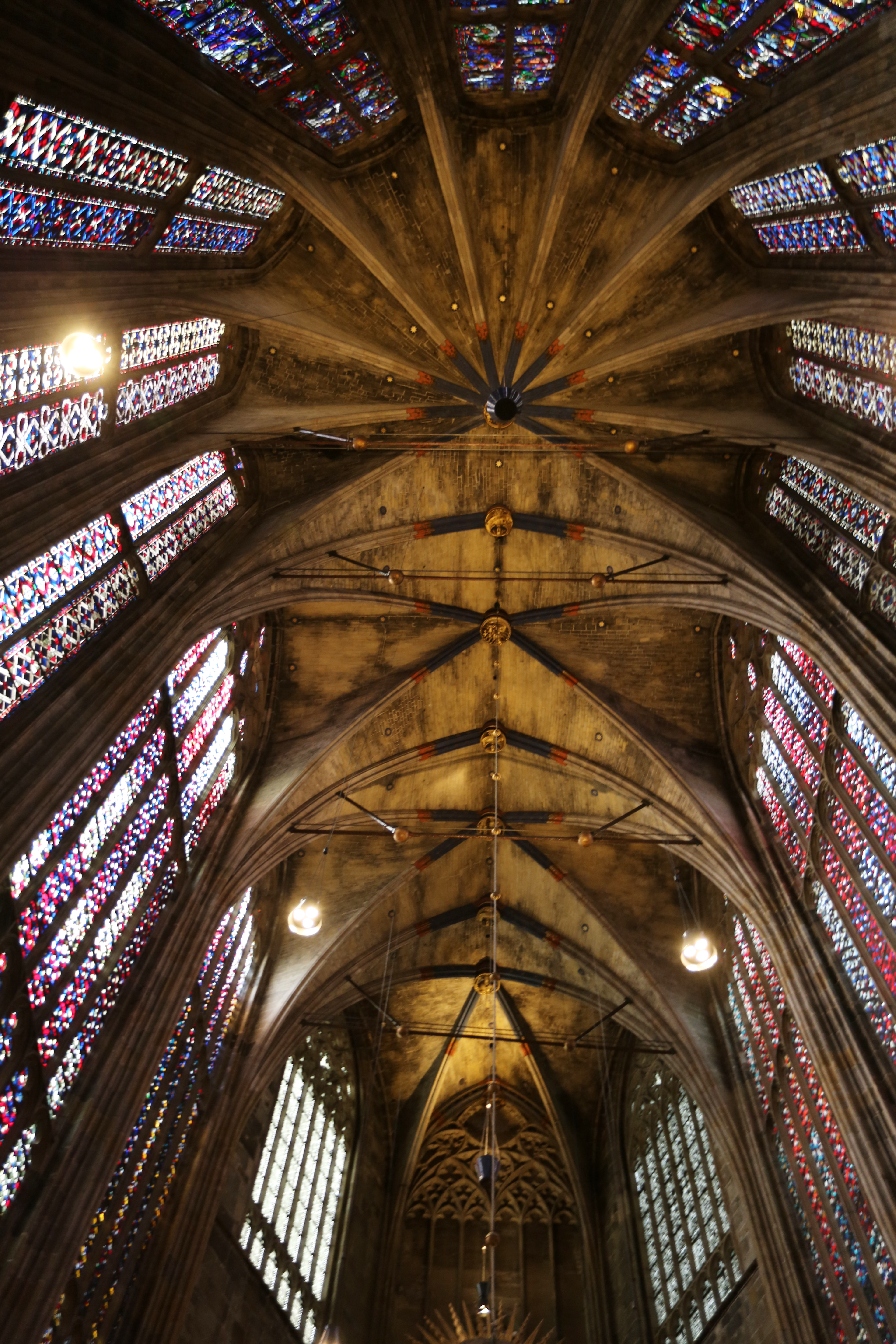
Coro - interno
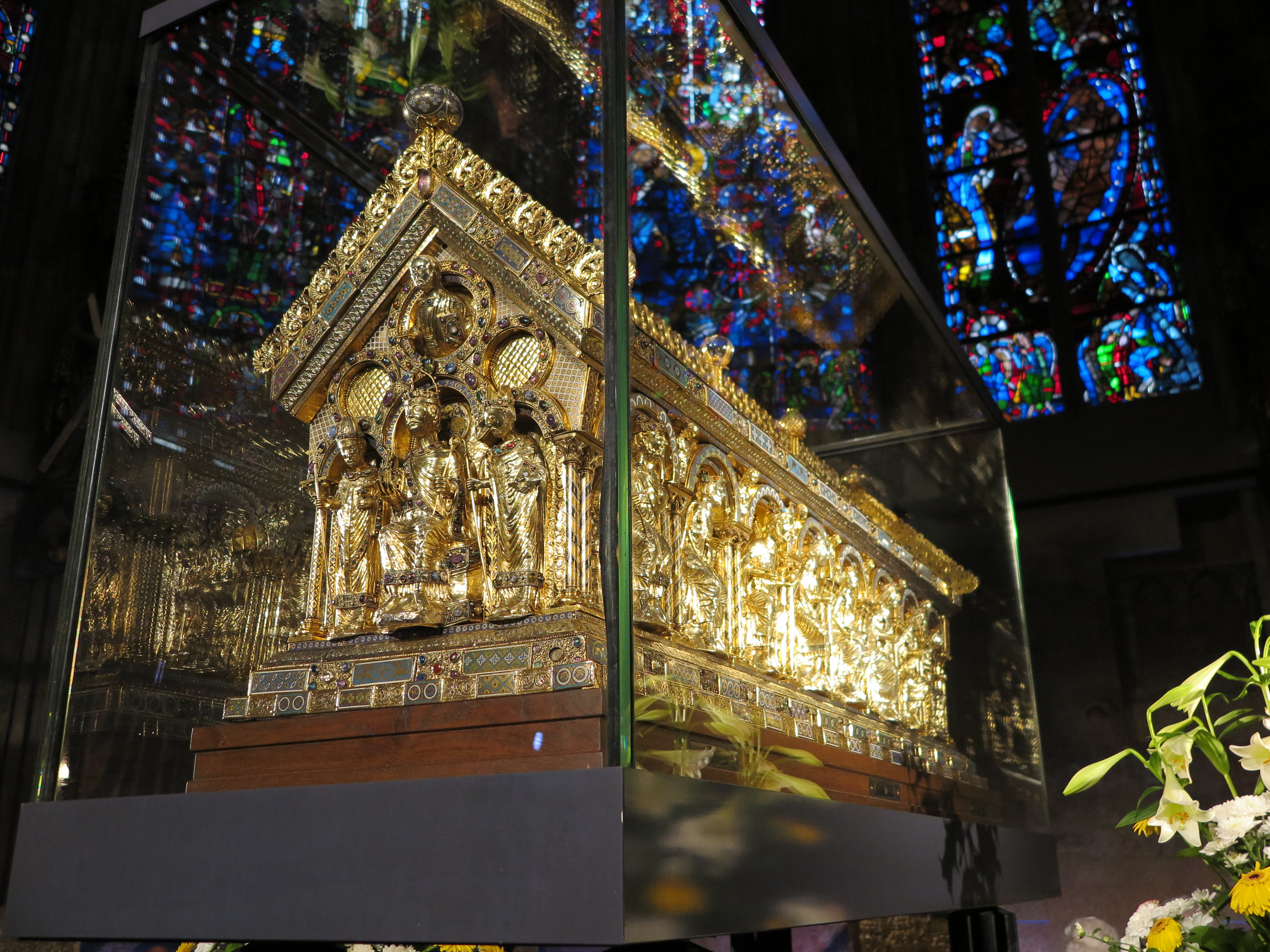
Sarcofago di Carlo Magno
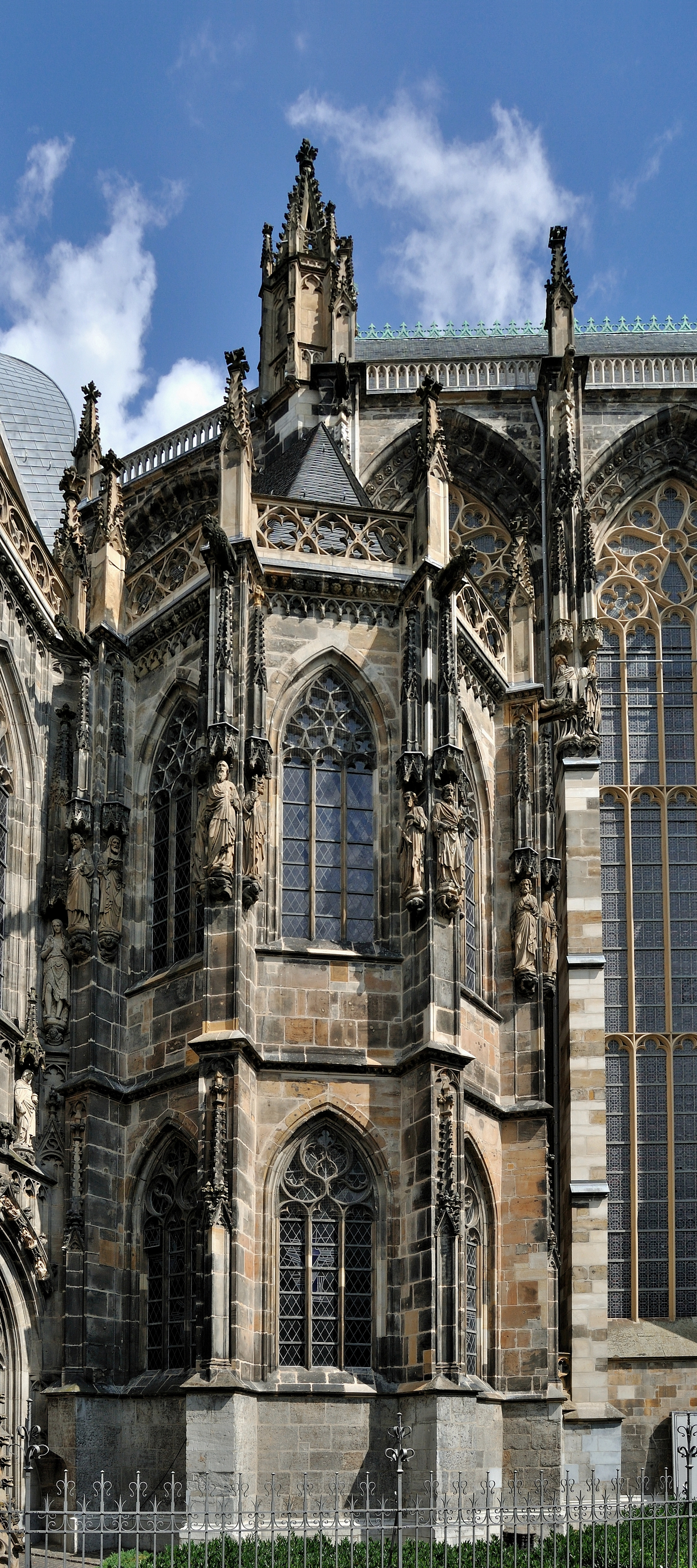
Cappella di San Mattia
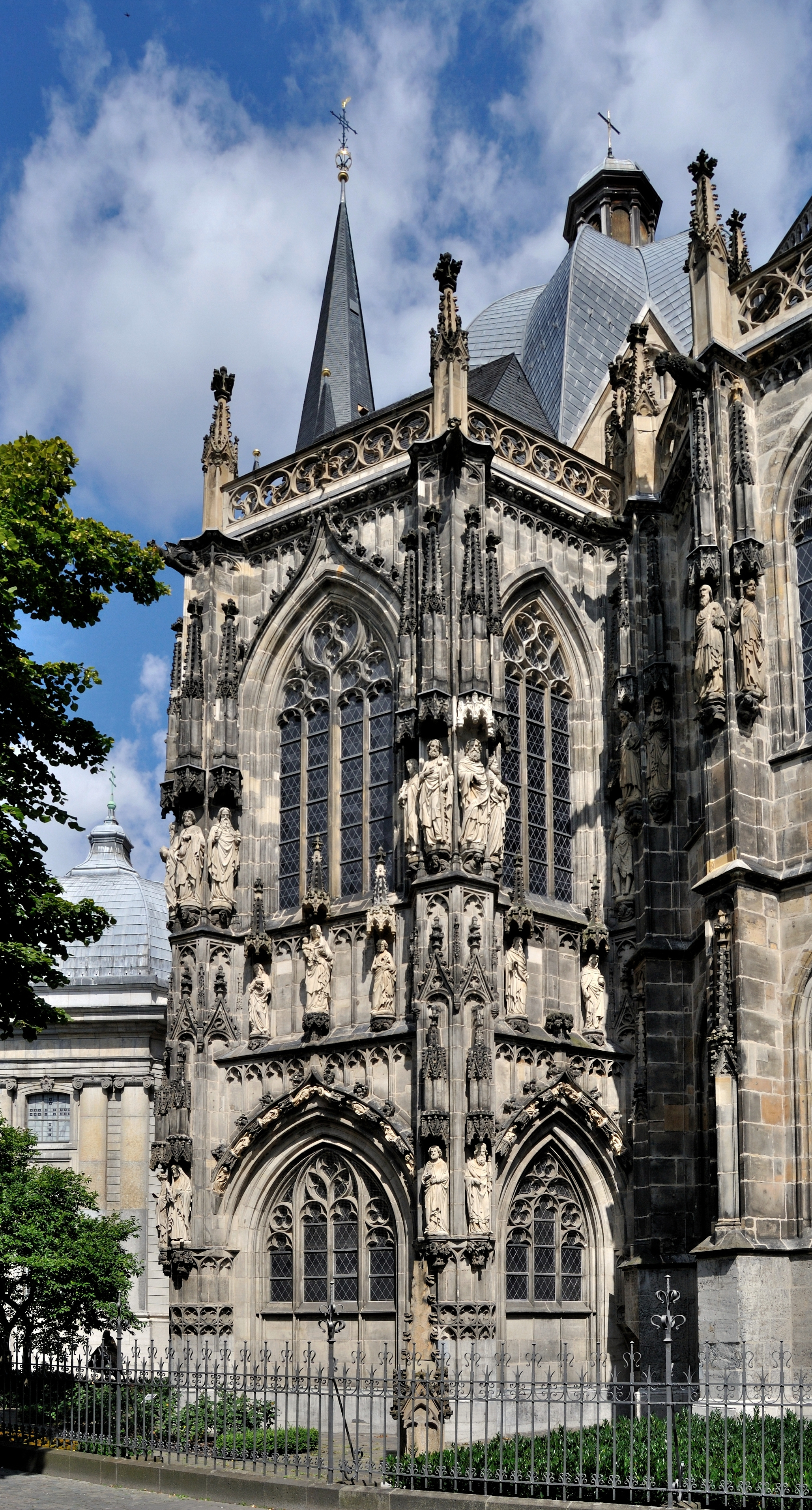
Cappella di Sant'Anna
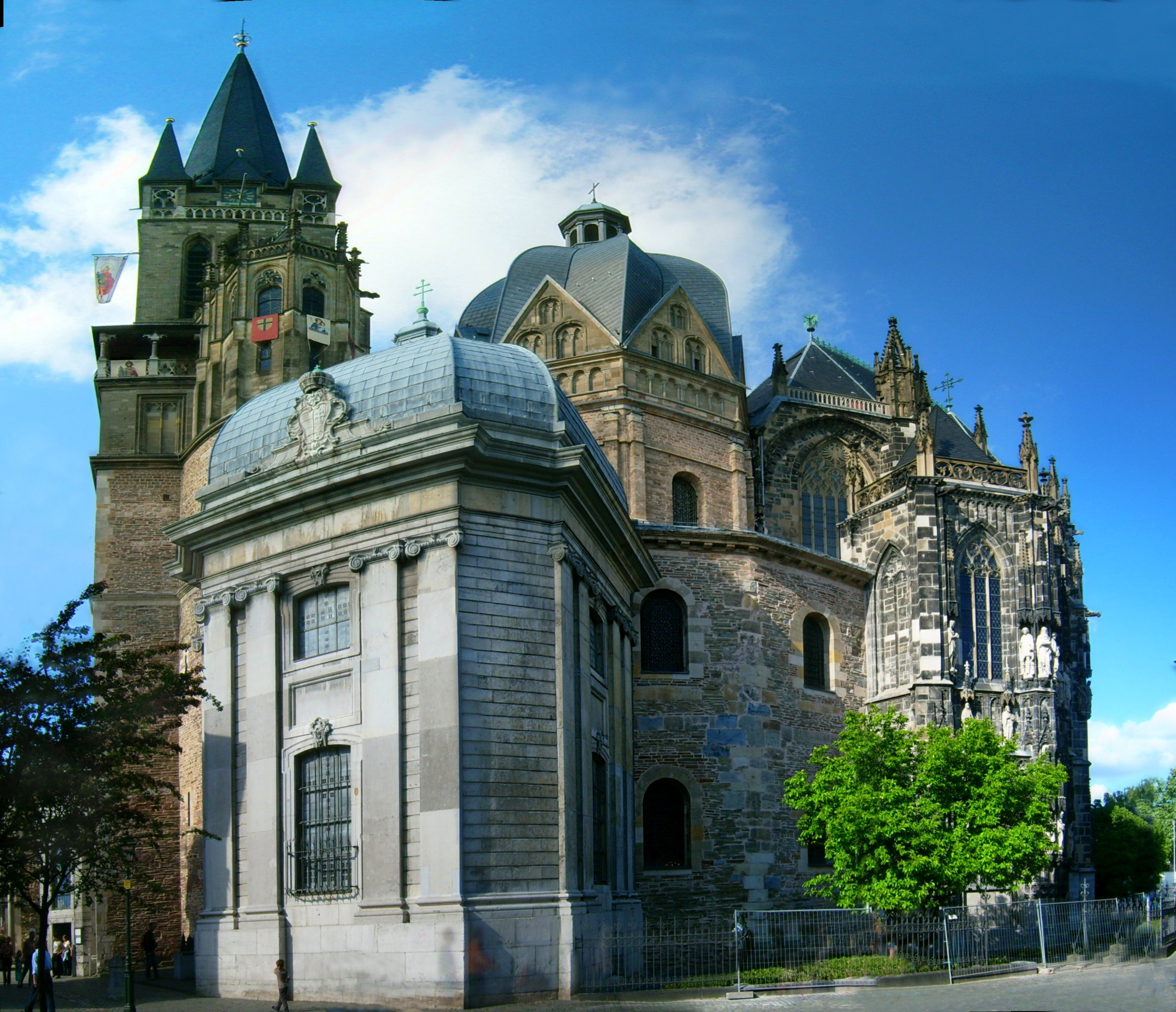
Cappella Ungherese
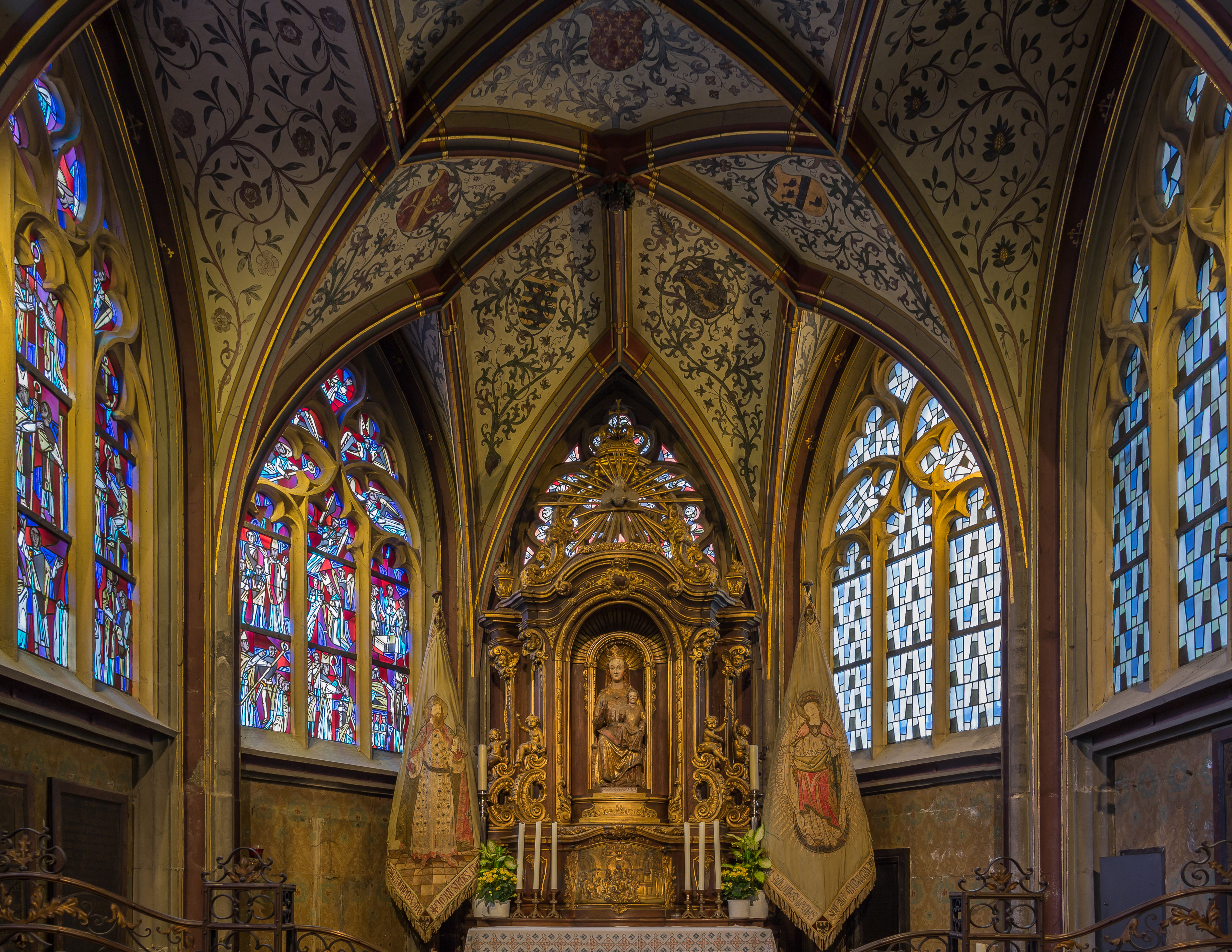
Cappella di San Nicola

### Struttura

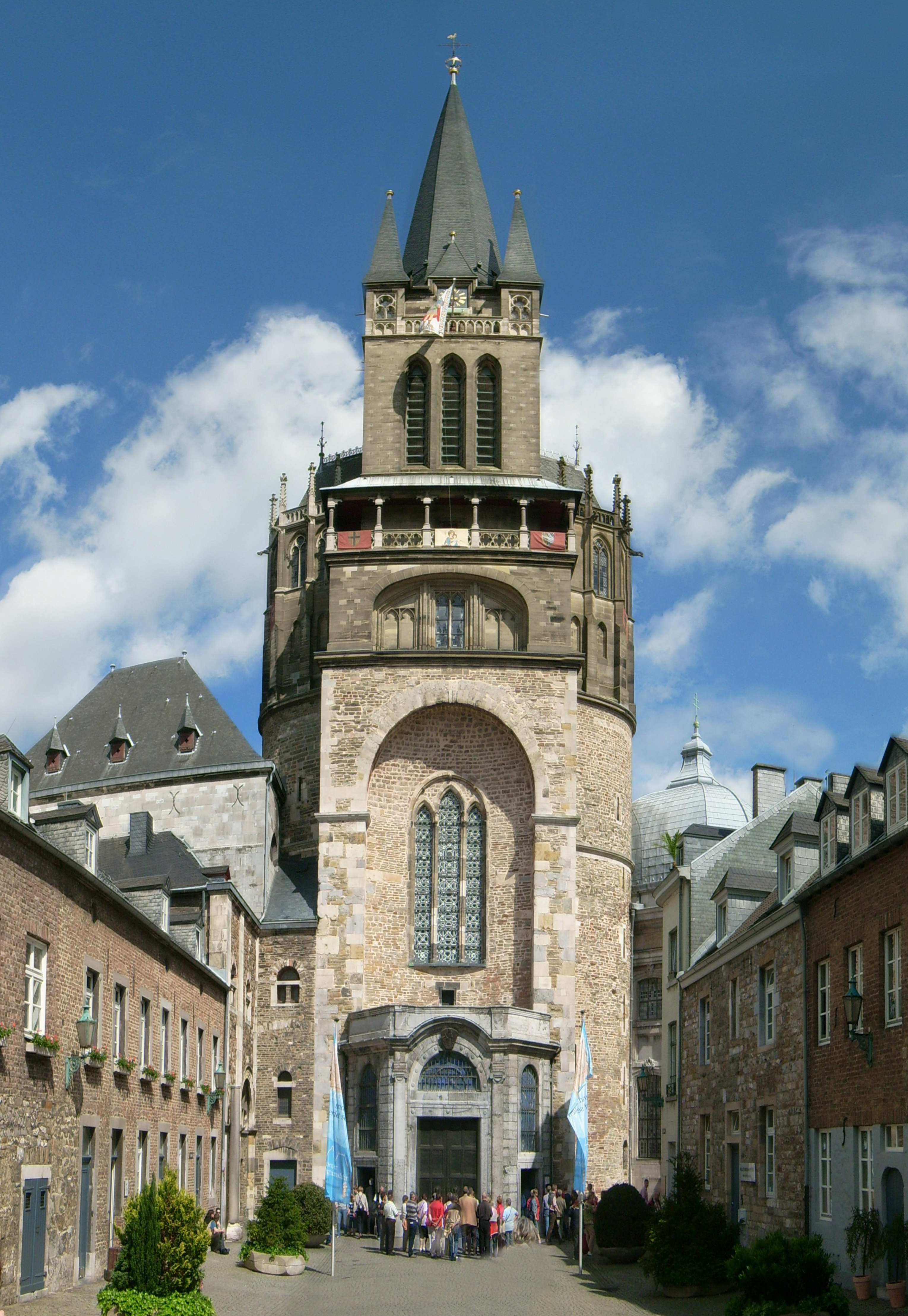
Il westwerk

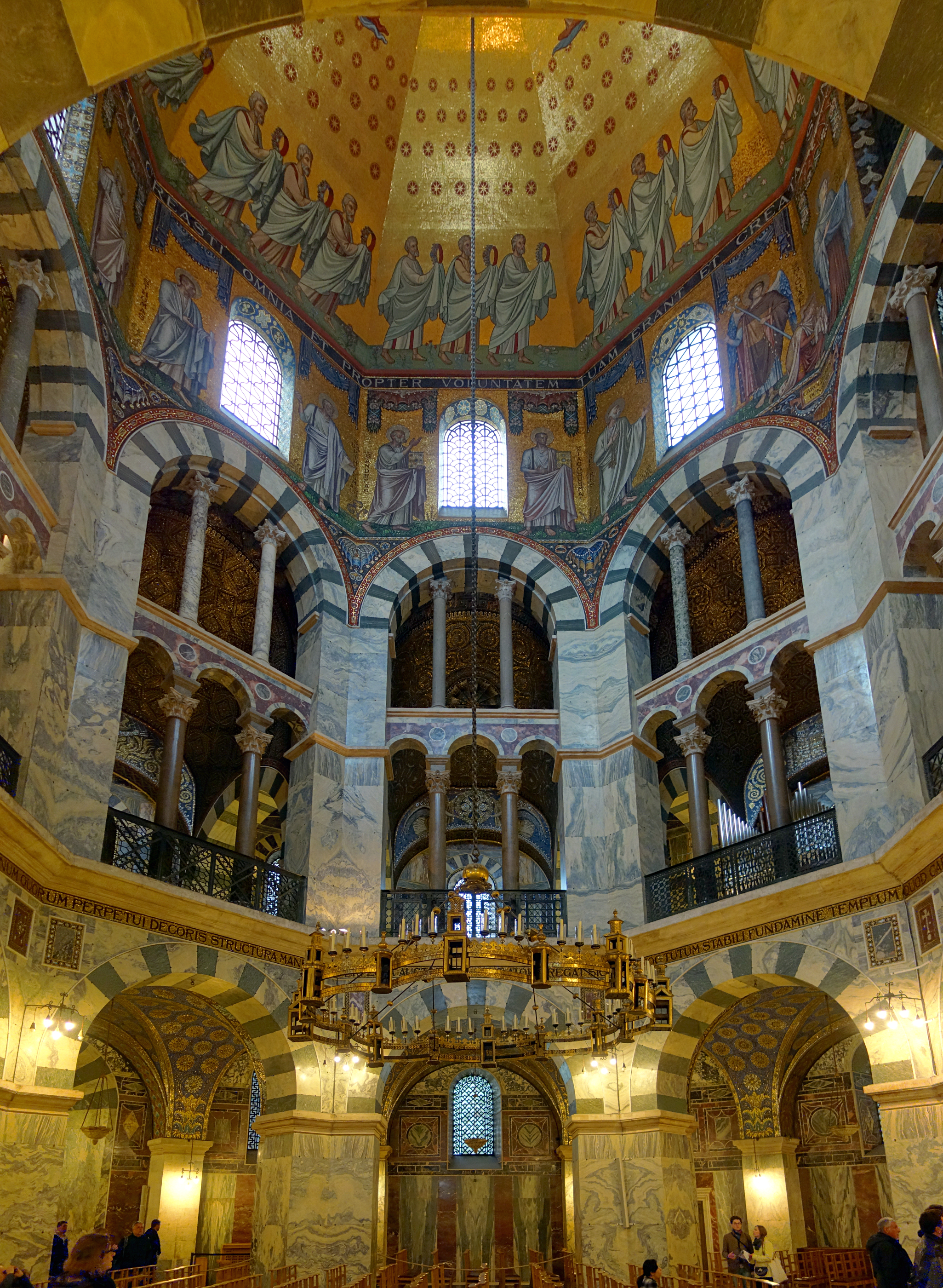
Interno della Cappella Palatina

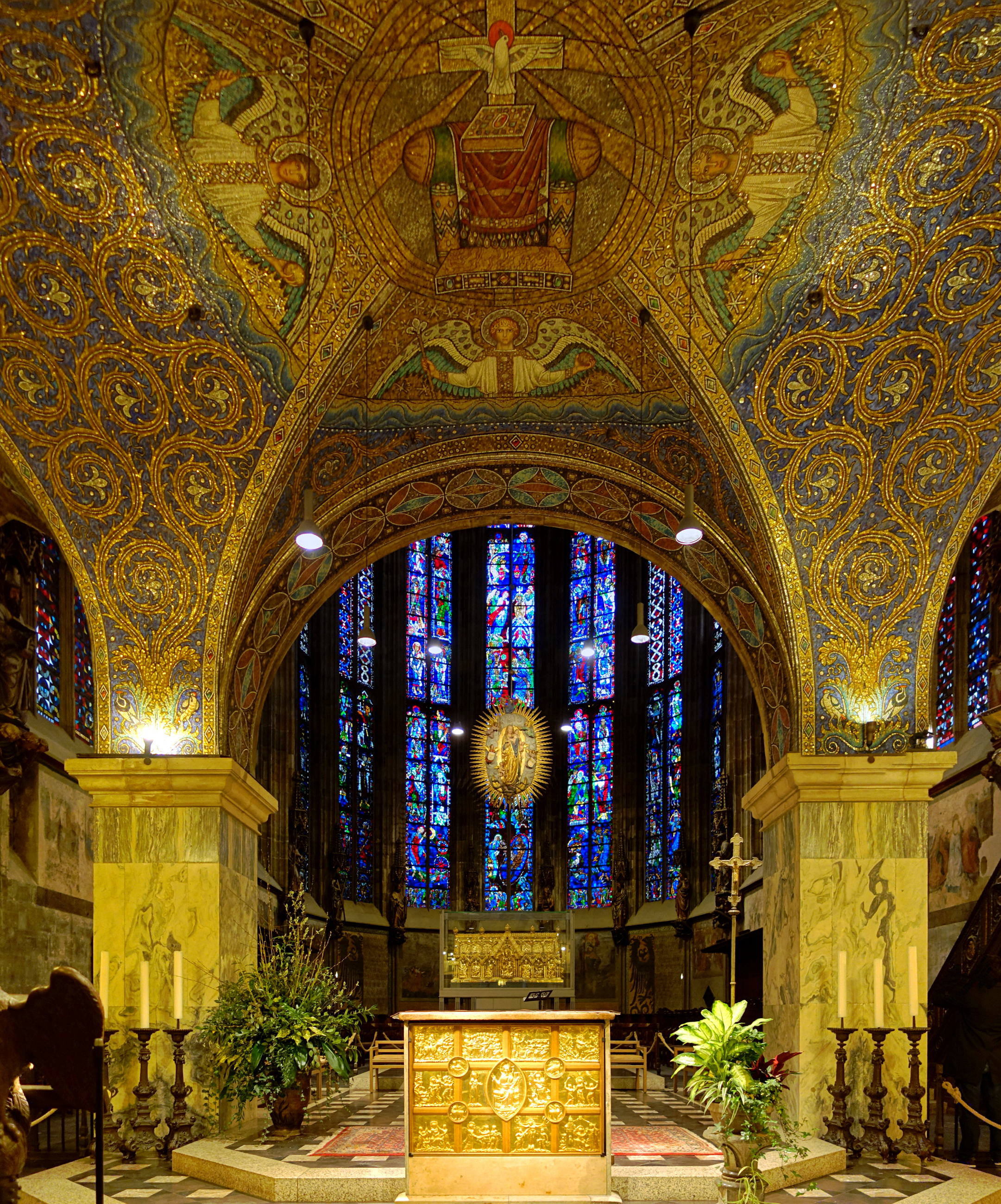
Il coro con la Pala d'Oro e il Marienschrein.

La cattedrale ha assunto il suo aspetto attuale nel corso di oltre un millennio. La struttura attuale è il frutto di aggiunte fatte all'edificio centrale, la Cappella Palatina.
Il cuore del complesso è, appunto, la Cappella Palatina che, pur essendo oggi sorprendentemente piccola al confronto delle aggiunte successive, al tempo della sua costruzione era la più grande cupola a Nord delle Alpi.
Si accede alla Cappella Palatina tramite un Westwerk, sormontato da torre cuspidata; sul lato opposto dell'ottagono, in asse con l'ingresso, vi è il coro gotico. Intorno alla Cappella Palatina, poi, si aprono varie cappelle laterali, di dimensioni differenti fra di loro, tra cui la più importante è la Nikolaus- und Michaeliskapelle, ove si trovano le tombe dei canonici.

### Westwerk
Sul lato occidentale dell'ottagono, si trova il Westwerk, coevo alla Cappella Palatina, che costituisce l'ingresso principale alla cattedrale.
Esso è costituito da una torre principale a pianta quadrangolare affiancato da due torri più piccole, all'interno delle quali si trovano le scale a chiocciola che consentono di salire al matroneo della Cappella Palatina. Alla base della torre quadrangolare, vi è l'ingresso della chiesa, costruito in stile barocco nel XVIII secolo, con triplice portale bronzeo. Più in alto vi è una trifora gotica, sormontata da una loggetta. La torre termina con la cella campanaria, coperta con cuspide piramidale e decorata con quattro piccole guglie agli angoli.
La torre campanaria è unita alla cupola tramite uno stretto camminamento sospeso e coperto.

### Cappella Palatina
La Cappella Palatina (in tedesco: Kaiserkapelle) è una costruzione ottagonale di circa 31 m d'altezza e 16 m di diametro, sostenuta da forti pilastri. Al di sopra degli archi della galleria si erge un tamburo ottagonale finestrato, su cui poggia la cupola che copre lo spazio centrale. Attorno a questi pilastri corre un deambulatorio di 16 lati con basse volte a crociera, sopra cui si trova un'alta galleria, coperta anch'essa da volte e chiusa da cancelli di bronzo in stile carolingio.
Le colonne che adornano gli interstizi dell'ottagono sono per lo più antiche e provengono da Roma, Treviri e Ravenna. Nel matroneo, al di sopra dell'ingresso, si trova il trono di Carlo Magno.
Questo ottagono carolingio fu iniziato e completato nel 796 secondo lo stile bizantino dal mastro Oddone da Metz. Fu consacrata durante la festa dei Re Magi dell'804 da papa Leone III.

### Coro
In asse con il westwerk, si trova il coro gotico. Questo, è costituito da un unico grande ambiente che misura 25 m di lunghezza, 13 m di larghezza e 32 m di altezza.
Nelle pareti, si aprono altissime bifore, con vetrate policrome, su ispirazione della Sainte-Chapelle di Parigi. Nel coro si trovano il Sarcofago di Carlo Magno, realizzato dagli orafi di Aquisgrana nel 1215 per volere di Federico II di Svevia, e il Marienschrein, reliquiario contenente le fasce e il perizoma di Gesù, la veste di Maria e il sudario di Giovanni Battista. Nel passaggio tra la Cappella Palatina e il coro, si trova il moderno altare maggiore, il cui paliotto è costituito dalla Pala d'Oro (1020), costituita da diciassette pannelli di lamina d'oro con rilievi. Sulla destra dell'altare, vi è il pulpito, costruito per volere di Enrico II il Santo, realizzato tra il 1002 e il 1014.

### Cappelle laterali
Lungo il perimetro della Cappella Palatina, si aprono delle cappelle minori. Queste sono:
- a nord-ovest, la cappella dei Santi Nicola e Michele, a due navate, con le tombe dei canonici della cattedrale;
- a nord-est, la cappella dei Santi Carlo e Uberto, ottagonale;
- a sud-est, la cappella di San Mattia, coeva all'adiacente coro;
- a sud, la cappella di Sant'Anna;
- a sud-ovest, la cappella ungherese, a pianta circolare, costruita nel XVIII secolo in stile barocco dall'architetto italiano Giuseppe Moretti.

### Tesoro della cattedrale
Il tesoro della cattedrale di Aquisgrana mette in mostra capolavori dell'arte sacra dei periodi tardo-classico, carolingio, ottoniano e staufiano; tra di essi ve ne sono di unici come la "Croce di Lotario", il "busto di Carlo Magno" e il "sarcofago di Persefone". Il tesoro della cattedrale è considerato tra i più importanti tesori ecclesiastici dell'Europa settentrionale.

### Organi a canne
Nelle campate nord-est e sud-est del matroneo della Cappella Palatina, si trova l'organo a canne Johannes Klais Orgelbau opus 1719, frutto dell'ampliamento (1991-1993) dell'organo opus 1492 (1973), a sua volta ampliamento dell'organo opus 982, costruito nel 1939. Lo strumento, a trasmissione integralmente elettrica, è costituito da due corpi distinti, denominati Organo Nord (corpo di sinistra) e Organo Sud (corpo di destra). I registri, in totale 59, sono distribuiti sulle tre tastiere, di 56 note ciascuna, e la pedaliera concava di 30.
Sul tratto di matroneo che separa la Cappella Palatina dal coro, si trova l'organo a canne Johannes Klais Orgelbau opus 1718, costruito nel 1994 e suonabile anche dalla consolle dell'organo maggiore. Lo strumento, a trasmissione mista (meccanica per i manuali e il pedale, elettrica per i registri), ha tre tastiere di 56 note ciascuna ed una pedaliera concava di 30.
Nella chiesa, si trova anche un organo positivo costruito nel 1850 dall'organaro italiano Cesare Zoboli. Lo strumento, a trasmissione integralmente meccanica, ha un'unica tastiera e pedaliera. Nella cattedrale, vi è inoltre un organo a cassapanca, costruito nel 2004 dall'organaro Martin Scholz. Lo strumento, a trasmissione integralmente meccanica, ha un'unica tastiera senza pedaliera.
1. Ottone I il Grande e Eadgyth – 7 agosto 936
2. Ottone II – 26 maggio 961
3. Ottone III – 25 dicembre 983
4. Enrico III  – 14 aprile 1028
5. Enrico IV – 17 luglio 1054
6. Corrado di Lorena (coreggente) – 30 maggio 1087
7. Enrico V – 6 gennaio 1099
8. Lotario II di Supplimburgo – 13 settembre 1125
9. Corrado III – 13 marzo 1138
10. Enrico – 30 marzo 1147
11. Federico I Barbarossa – 9 marzo 1152
12. Enrico VI – 15 agosto 1169
13. Ottone IV di Braunschweig – 12 luglio 1198
14. Filippo di Svevia e Irene – 6 gennaio 1205
15. Federico II – 25 luglio 1215
16. Enrico (VII), Margherita 1227 – 8 maggio 1222
17. Guglielmo, Duca d'Olanda – 1º novembre 1248
18. Riccardo di Cornovaglia e Sancia – 17 maggio 1257
19. Rodolfo I d'Asburgo e Anna – 24 ottobre 1273
20. Adolfo di Nassau e Imagina – 24 giugno 1292
21. Alberto I d'Asburgo – 24 agosto 1298
22. Enrico VII, Duca di Lussemburgo e Margherita – 6 gennaio 1309
23. Ludovico IV e Beatrice – 25 novembre 1314
24. Carlo IV di Lussemburgo e Anna von der Pfalz; Anna von Schweidnitz 1354 – 25 luglio 1349
25. Venceslao, re di Boemia e Giovanna – 6 luglio 1376
26. Sigismondo di Lussemburgo e Barbara – 8 novembre 1414
27. Federico III – 17 giugno 1442
28. Massimiliano I – 9 aprile 1486
29. Carlo V – 23 ottobre 1520
30. Ferdinando I – 11 gennaio 1531